# BSG Lokomotive Wahren-Leipzig
Die BSG Lokomotive Wahren-Leipzig (auch BSG Lokomotive Wahren Leipzig) war eine Betriebssportgemeinschaft der Sportvereinigung Lokomotive im Leipziger Stadtteil Wahren. Die BSG war in der Rugby Union der DDR ein Spitzenverein und gewann zwischen 1977 und 1980 viermal in Folge die Meisterschaft und 1980 zusätzlich den Pokal des DRSV. Nach der Wiedervereinigung entstand aus der Betriebssportgemeinschaft der Mehrspartenverein TSV 1893 Leipzig-Wahren, welcher 2018 über keine Rugby-Union-Abteilung verfügt.